# Kolozsvári gettó
A kolozsvári gettó a város és környéke zsidóságának elkülönítésére és deportálásuk előkészítésére létrehozott intézmény és kényszerlakhely volt 1944 május–júniusában az Irisz negyedben, a téglagyár területén. A Kolozsvár lakosságának mintegy 15%-át kitevő zsidók gettóba gyűjtése május 3-án kezdődött, és egy hét alatt fejeződött be, majd május 18-án a szamosújvári gettó 1600 lakóját is ideszállították. A gettót két hét alatt, május 25. és június 6. között ürítették ki, hat vonattal összesen 16 148 embert szállítottak az auschwitzi koncentrációs táborba, ahol 80-90%-uk elpusztult. A gettóból 388 főnyi kiválasztottat Kasztner Rezső közbenjárására június 9-én vagy 10-én Budapestre, majd Svájcba menekítettek.

## Előzmények
1944. március 27-én Kolozsvárt megszállták a német csapatok. Következő éjszaka a németek a magyar hatóságok elvi egyetértésével 150 zsidót tartóztattak le állambiztonsági okokra hivatkozva. A városban falragaszok jelentek meg dr. Hollósy-Kuthy Lajos, a kolozsvári rendőrkapitányság vezetőjének aláírásával, amelyben felszólították a zsidó lakosságot vagyonuk bevallására és beszolgáltatására. Április 4-én Budapestről olyan utasítás érkezett, hogy névjegyzéket kell összeállítani a zsidó lakosokról, lakhelyük feltüntetésével.
Egy április 13-án megjelent rendelet szerint a zsidó üzletek szombaton is kötelesek nyitva tartani, ezt április 22-én újabb rendelet követte, amely a zsidó üzletek bezárásáról intézkedett. Április 24-én bejelentették, hogy májustól csökkentik a zsidók élelmiszeradagját. A megszorító intézkedések és a más városokban felállított gettókról érkezett hírek ellenére a zsidó lakosság nem mérte fel a helyzet súlyosságát, és abban bíztak, hogy a magyar állam megvédi őket.
Május elsején Dieter Wisliceny, a budapesti Eichmann-kommandó tagja Kolozsvárra utazott, hogy ellenőrizze a gettó felállításának előkészületeit. Május 2-án a város vezetői dr. Vásárhelyi László polgármester vezetésével tanácskozást tartottak, ahol a gettósítás részleteit dolgozták ki. A gettó helyszínéül a város északkeleti részén fekvő Irisz negyedben levő téglagyárat jelölték ki. Aznap éjszaka falragaszokat helyeztek ki egy új rendelettel, amely este 6-tól délelőtt 11 óráig tartó kijárási tilalmat írt elő a zsidók számára. A május 3-i újságok szerint a belügyminiszter rendelete alapján a városi hatóságok a zsidó lakosság számára a téglagyárat jelölték ki kényszerlakhelyül; a rendelet végrehajtását ugyanazon napon hajnali 5 órakor el is kezdték. Ferenczy László csendőrezredes feljegyzései szerint a marosvásárhelyi és kolozsvári csendőrkerületek zsidóságának gettósítására Endre László – május 3-án véget érő – észak-erdélyi és kárpátaljai szemleútját követően került sor, melyben egyúttal eligazításban részesítette a helyi csendőri és adminisztrációs vezetőket is.

## A gettó felállítása
A zsidó lakosság összegyűjtését és gettóba szállítását alig egy hét alatt hajtották végre. Az akciót a vasútállomás környékén kezdték, a Ferenc József út jobb oldalán, és az óramutató járásával megegyezően körbe haladtak a városon. Az embereket – miután öt percet kaptak arra, hogy annyi holmit összeszedjenek, amennyit két kézben el tudtak vinni – teherautókon és városi szeméthordó szekereken szállították a gettóba. Ezzel párhuzamosan a megye többi településén is összegyűjtötték a zsidókat, és a kolozsvári gettóba szállították őket. Kivételt képezett Szamosújvár, ahol előbb a helyi téglagyárban állítottak fel gettót a város és környékének mintegy 1600 főnyi zsidó lakossága részére, és csak nyolc nap után, május 18-án vitték át őket Kolozsvárra.
A gettóba első délelőtt 1700 személyt gyűjtöttek be, délután további 480-at. Május 10-ére a gettóban már 12 000-en, május 16-án már 14 300-an voltak. Miután a szamosújvári gettót is ide irányították át, a létszám 18 000 körülire nőtt.
A gettóba érkezéskor az embereket motozásnak vetették alá, nyugta ellenében minden pénzüket és értéktárgyukat elvették.

## Életkörülmények a gettóban
Noha a hivatalos közlemény szerint „a hatóság minden intézkedést megtett arra, hogy a zsidó lakosság befogadására alkalmas épületeket bocsásson rendelkezésre”, ez a gyakorlatban a hatóság által 16 750 fősre becsült kolozsvári zsidóság számára 19 600 négyzetméternyi, oldalról nyitott épületet jelentett, azaz fejenként 1,17 négyzetmétert. Az eső és a szél ellen takarók és lepedők felaggatásával védekeztek. Az első héten összesen egy vécé állt rendelkezésre, utána négy latrinát ásattak. Tisztálkodásra és főzésre egy kút állt rendelkezésre tizenöt csappal, amelyek azonban gyakran működésképtelenné váltak.
A gettó lakói eleinte az otthonról hozott élelmiszereket fogyasztották, ezt követően a város főzetett ebédet, minden nap bablevest. A zsidó kórház valamennyi tejet be tudott juttatni a gettóba, de nem annyit, hogy elég lett volna a gyermekek és a betegek számára.
A gettó őrzését kezdetben a helyi rendőrség végezte, de utóbb magyarországi csendőrökkel váltották le őket. A csendőrök naponta 20-30 személyt hallgattak ki brutális módszerekkel, hogy vallomást tegyenek az esetleges elrejtett vagyonukról. A vallatások során többen meghaltak, de voltak olyanok is, akik öngyilkosságba menekültek. A halottakat éjjelente autóval elszállították a gettóból.

## A deportálás
A kolozsvári gettó összesen 16 148 lakóját hat vonattal az auschwitzi koncentrációs táborba szállították. A transzportok lebonyolítását 1944. május 25. és június 9. között végezték.
Indulás előtt az embereket újból motozásnak vetették alá, csomagjaikat elvették. A Dermata gyárnál levő felszállóhelyig gyalog tették meg az utat, csupán a nagyon öregeket szállították teherautóval. Egy-egy marhavagonba hetven-száz főt zsúfoltak be. A vagonok ajtaját és ablakát kívülről lezárták, vizet az utazás alatt ritkán adtak, egyes esetekben ékszereket kértek érte cserébe. A több napig tartó utazás során többen meghaltak, de az őrzéssel megbízott SS-katonák nem engedték meg a holttestek kirakását.
A lágerbe érkezéskor a foglyoknak mintegy 75%-át egyenesen a gázkamrákba irányították. A továbbiakban is sokan pusztultak el éhezés vagy betegség következtében. A láger felszabadítása után Kolozsvárra csak a töredékük került vissza: 1945 júniusában a kolozsvári zsidók száma csupán mintegy ezer főt tett ki.

## A kivételezettek
1944. május 4–5-én Kasztner Rezső cionista vezető Kolozsváron tárgyalt Dieter Wislicenyvel, illetve a helyi zsidó hitközség vezetőivel. A tárgyalások eredményeképpen Kasztner kiválaszthatott 388 internált zsidót, akiket június 9-én Budapestre szállítottak, ahonnan azután Bergen-Belsenen át Svájcba menekítettek. A kiválasztás szempontjait mindmáig nem sikerült teljes körűen tisztázni. A legáltalánosabb feltételezés szerint a kulturális illetve vallásos élet szempontjából fontos személyeket vették a listára, de bekerültek az ukrajnai munkaszolgálatból hazatértek is. Az akciót a vagyonos zsidó nagykereskedők és gyárosok pénzelték, ugyanakkor a finanszírozás és a listára kerülés között nem volt egyértelmű kapcsolat: olyan zsidók is támogatták anyagilag Kasztner tervét, akik végül nem kerültek be a csoportba, illetve a kivételezett csoportba bekerültek olyanok is, akik egyáltalán nem voltak gazdagok. A Kasztner-vonattal menekült meg többek között dr. Kohn Gyula gyógyszerész és fia, Ádám Ottó (utóbb a Madách Színház rendezője), Kovács György színművész, dr. Hamburg József szemorvos és fia, Hamburg Péter matematikus.

## A nem zsidó lakosság szerepe
A kolozsvári keresztény lakosság összességében passzívan viszonyult a zsidók gettósításához. A kivételek közé tartozott Márton Áron gyulafehérvári római katolikus püspök, aki 1944. május 18-án, a Szent Mihály-templomban mondott prédikációjában arra intette a magyarságot, hogy akadályozzák meg zsidó testvéreik üldözését, majd a hatóságnak írt leveleiben a deportálások azonnali leállítását kérte. Járosi Andor evangélikus esperes hamis keresztleveleket állított ki, és lakásában is zsidókat bújtatott el. A református és unitárius felekezetek vezetői nem emeltek szót a zsidók érdekében.
Számos esetben a keresztények bújtatták (lásd. pl. Treiber János) és élelmezték a zsidókat, vagy segítséget nyújtottak a Dél-Erdélybe való átszökésben (pl. dr. Hirsch Elemér ügyvéd, a Hagibbor SE labdarúgója esetében), ugyanakkor a kiürített zsidó lakások fosztogatásoknak estek áldozatul, és a zsidó üzletekre az igények benyújtása már a deportálások előtt elkezdődött.

## A háború utáni számonkérés
A második világháború után az 1946 márciusa és júniusa között funkcionáló kolozsvári népbíróság több személyt is vád alá helyezett az észak-erdélyi zsidók gettósítása és deportálása miatt. A kolozsvári gettóhoz kapcsolódóan, az 1946. május 22. – május 31. között lezajlott úgynevezett észak-erdélyi gettóperben a bíróság távollétében halálra ítélte Paksy-Kiss Tibor csendőrezredest, a kolozsvári IX. csendőrkerület volt parancsnokát, valamint Victor Capesius erdélyi szász származású gyógyszerészt, SS-katonát, életfogytiglani börtönbüntetésre Vásárhelyi László volt kolozsvári polgármestert, Varga Lajost, Kolozsvár volt prefektusát 25 év kényszermunkára, életfogytiglani kényszermunkára Császár Sámuelt, Horvay Zoltánt, Boldizsár Pált, Orosz Józsefet, Szentkúti Andrást és Menyhárt Ferencet, míg 10 év börtönre a letartóztatásban lévő Tarr Kázmér kolozsvári tisztviselőt, 8 év börtönre Enyedi Irma helyi lakost. A szintén vád alá helyezett Inczédy-Joksmann Ödönt, Kolozs megye volt alispánját felmentették.

## A deportáltak emléke

A kolozsvári holokauszt-emlékmű

Az ártatlanság emlékműve az evangélikus-lutheránus püspökség udvarában

A háború után az az utca, ahol a téglagyári gettó helyezkedett el, a Strada Deportaților Evrei (Zsidó deportáltak utcája) nevet kapta, de 1967-ben átnevezték Oașului (Avas) utcává. 1946-ban a Péter-Pál villa udvarán – ahol a német megszállást követően a Sicherheitsdienst székhelye volt, a háborút követően pedig a deportálásból visszatérő fiatalok otthona – emlékművet állítottak fel, a holokauszttúlélő Lövith Marc Egon alkotását. Az emlékművet az 1970-es években „egyes szomszéd lakók” kérésére eltávolították, további sorsa ismeretlen.
Míg a város neológ zsinagógája az összes észak-erdélyi deportált emléktemploma, az egykori gettó közelében 1998-ban a város emléktáblát állíttatott. 2014-ben emlékművet állítottak fel a belvárosi Caragiale parkban, a ferences kolostor szomszédságában. A Lövith Marc Egon kolozsvári szobrászművész tervei alapján Kolozsi Tibor által készített alkotást 2014. május 27-én avatták fel.
2014 októberében a Romániai Evangélikus-Lutheránus Egyház  gyászistentisztelettel és konferenciával emlékezett a holokauszt áldozataira, és ennek keretében a püspökség udvarán felavatták Adorjáni Endre  kolozsvári származású szekszárdi szobrászművész alkotását: Az ártatlanság emlékművét.